# 加藤武男
加藤 武男（かとう たけお、1877年〈明治10年〉6月5日 - 1963年〈昭和38年〉10月17日）は、日本の銀行家。吉田内閣経済最高顧問。

## 生涯
栃木県上都賀郡落合村（現・今市市）に、父・昇一郎の長男として生まれる。加藤家は代々の庄屋で広大な山林を所有していた。
旧制宇都宮中学（現在の栃木県立宇都宮高等学校）を経て、1901年（明治34年）慶應義塾大学部理財科卒業。就職先の第一志望は横浜正金銀行であったが、父の薦めにより、同年、三菱合資会社銀行部に入社。
京都支店長、大阪支店長を歴任。1919年（大正8年）に銀行部が独立して三菱銀行となった際に、春藤和などと共に常務取締役に就任。加藤は、1919年（大正8年）の三菱銀行創設と同時に常務となっているが、翌年の恐慌に始まり関東大震災、金融恐慌、満州事変、金輸出再禁止等の激動の時代に身を置き銀行の経営に携わってきた。1938年（昭和13年）に会長に就任。
1943年（昭和18年）には第百銀行との合併を成功させ店舗の規模を倍増させた。合併時に頭取制に改め、新銀行では改めて（取締役）頭取に就任した。
その後、東京海上取締役。1943年（昭和18年）、三菱本社取締役、三菱商事監査役、三菱重工業監査役、三菱化成監査役、三菱鉱業監査役等の三菱本社理事等各社役員を兼任。
第二次世界大戦終戦後に、一時、公職追放となるが、その後解除。三菱銀行相談役に就任し、三菱財閥の実力者として活躍した。戦前、NO1財閥であった三井財閥の池田成彬が、「財閥の転向」を演出し財界代表として政官の要職についたことから、戦後公職追放にあい、三井に対する影響力を喪失したことと好対照を成している。
吉田内閣経済最高顧問、宮内庁参与、経団連顧問、日本銀行参与、日本興業銀行参与、全国銀行協会連合会会長、東京銀行集会所会長等、多くの要職を務めた。

## 家族・親族
妻の兄は三井財閥の実力者であった池田成彬。子に三菱銀行副頭取や三菱製紙会長を務めた加藤武彦がおり、その孫に慶應義塾長の伊藤公平がいる。
なお妻の姉・芳は内務官僚の宇佐美勝夫に嫁いでおり、妻の姪・敏（池田成彬の長女）は岩崎久弥の次男・岩崎隆弥に嫁いでいる。第2代宮内庁長官の宇佐美毅と三菱銀行頭取・日銀総裁を歴任した宇佐美洵は宇佐美勝夫・芳夫妻の子であり、三菱ふそうトラック・バスの前会長・宇佐美隆は宇佐美勝夫・芳夫妻の孫（毅・洵兄弟からみたら甥）にあたる。
加藤家は池田家を通じて三菱の創業者一族・岩崎家及び三菱グループと縁の深い宇佐美家と姻戚関係にあるといえる。